# Championnat de Suisse de football 1919-1920
Navigation
Édition précédente Édition suivante
La 23e édition du championnat de Suisse de football est remportée par le BSC Young Boys.
Le Servette FC termine deuxième. Le Grasshopper-Club Zurich complète le podium. 
Le championnat est divisé en trois groupes de huit. Les premiers de chaque groupe sont qualifiés pour la phase finale décidant du champion. Aucun club n'est promu ni relégué à l'issue de ce championnat.

## Les clubs de l'édition 1919-1920
| Club                     | Ville             |
| ------------------------ | ----------------- |
| Blue Stars Zurich        | Zurich            |
| BSC Old Boys             | Bâle              |
| BSC Young Boys           | Berne             |
| Cantonal Neuchâtel       | Neuchâtel         |
| Étoile La Chaux-de-Fonds | La Chaux-de-Fonds |
| FC Aarau                 | Aarau             |
| FC Bâle                  | Bâle              |
| FC Berne                 | Berne             |
| FC Biel-Bienne           | Bienne            |
| FC Brühl Saint-Gall      | Saint-Gall        |
| FC Fribourg              | Fribourg          |
| FC Genève                | Genève            |
| FC La Chaux-de-Fonds     | La Chaux-de-Fonds |
| FC Lucerne               | Lucerne           |
| FC Nordstern Bâle        | Bâle              |
| FC Saint-Gall            | Saint-Gall        |
| FC Winterthur            | Winterthour       |
| FC Zurich                | Zurich            |
| Grasshopper-Club Zurich  | Bâle              |
| Montriond Lausanne       | Lausanne          |
| Montreux-Sports          | Montreux          |
| Neumünster Zurich        | Zurich            |
| Servette FC              | Genève            |
| Young Fellows Zurich     | Zurich            |

## Compétition

### Classements
Le classement est établi sur le barème de points classique (victoire à 2 points, match nul à 1, défaite à 0).

#### Groupe Ouest
| Rang | Équipe                   | Pts | J  | G  | N | P | Bp | Bc | Diff |
| ---- | ------------------------ | --- | -- | -- | - | - | -- | -- | ---- |
| 1    | Servette FC              | 22  | 14 | 11 | 0 | 3 | 42 | 24 | +18  |
| 2    | Étoile La Chaux-de-Fonds | 20  | 14 | 8  | 4 | 2 | 51 | 22 | +29  |
| 3    | FC La Chaux-de-Fonds     | 13  | 14 | 5  | 3 | 6 | 31 | 29 | +2   |
| -    | FC Cantonal Neuchâtel    | 13  | 14 | 4  | 5 | 5 | 28 | 35 | -7   |
| 5    | FC Genève                | 12  | 14 | 3  | 6 | 5 | 20 | 31 | -11  |
| -    | FC Fribourg              | 12  | 14 | 4  | 4 | 6 | 18 | 28 | -10  |
| 7    | Montriond Lausanne       | 10  | 14 | 3  | 4 | 7 | 21 | 33 | -12  |
| -    | Montreux-Sports          | 10  | 14 | 2  | 6 | 6 | 15 | 24 | -9   |

|  | Qualification pour la phase finale |

#### Groupe Centre
| Rang | Équipe            | Pts | J  | G  | N | P  | Bp | Bc | Diff |
| ---- | ----------------- | --- | -- | -- | - | -- | -- | -- | ---- |
| 1    | BSC Young Boys    | 26  | 14 | 12 | 2 | 0  | 41 | 13 | +28  |
| 2    | FC Bâle           | 18  | 14 | 7  | 4 | 3  | 32 | 20 | +12  |
| -    | FC Aarau          | 16  | 14 | 6  | 4 | 4  | 24 | 14 | +10  |
| 4    | FC Nordstern Bâle | 16  | 14 | 7  | 2 | 5  | 21 | 18 | +3   |
| 5    | BSC Old Boys      | 12  | 14 | 5  | 2 | 7  | 19 | 30 | -11  |
| 6    | FC Lucerne        | 11  | 14 | 4  | 3 | 7  | 18 | 28 | -10  |
| 7    | FC Berne          | 9   | 14 | 4  | 1 | 9  | 19 | 30 | -11  |
| 8    | FC Biel-Bienne    | 4   | 14 | 1  | 2 | 11 | 15 | 36 | -21  |

|  | Qualification pour la phase finale |

#### Groupe Est
| Rang | Équipe                  | Pts | J  | G  | N | P | Bp | Bc | Diff |
| ---- | ----------------------- | --- | -- | -- | - | - | -- | -- | ---- |
| 1    | Grasshopper-Club Zurich | 22  | 14 | 10 | 2 | 2 | 33 | 13 | +20  |
| -    | FC Zurich               | 22  | 14 | 9  | 4 | 1 | 37 | 13 | +24  |
| 3    | FC Saint-Gall           | 16  | 14 | 7  | 2 | 5 | 28 | 21 | +7   |
| 4    | FC Winterthur           | 14  | 14 | 6  | 2 | 6 | 29 | 24 | +5   |
| 5    | FC Brühl Saint-Gall     | 12  | 14 | 5  | 2 | 7 | 22 | 31 | -9   |
| -    | Neumünster Zurich       | 12  | 14 | 5  | 2 | 7 | 22 | 34 | -12  |
| 7    | Young Fellows Zurich    | 8   | 14 | 2  | 4 | 8 | 19 | 40 | -21  |
| 8    | Blue Stars Zurich       | 6   | 14 | 0  | 6 | 8 | 22 | 36 | -14  |

|  | Barrages de phase finale |

Barrage de phase finale
Le match de barrage oppose les deux coleaders du classement que sont le Grasshopper-Club Zurich et le FC Zurich. 
| Équipe 1                | Résultat | Équipe 2  |
| ----------------------- | -------- | --------- |
| Grasshopper-Club Zurich | 2 - 1    | FC Zurich |

|  | Qualification pour la phase finale |

#### Phase finale
Matchs
| Équipe 1                | Résultat | Équipe 2                | Date        | Lieu              |
| ----------------------- | -------- | ----------------------- | ----------- | ----------------- |
| BSC Young Boys          | 4 - 0    | Servette FC             | 9 mai 1920  | Lausanne          |
| Servette FC             | 2 - 1    | Grasshopper-Club Zurich | 13 mai 1920 | Berne             |
| Grasshopper-Club Zurich | 0 - 0    | BSC Young Boys          | 23 mai 1920 | La Chaux-de-Fonds |

Classement
| Rang | Équipe                  | Pts | J | G | N | P | Bp | Bc | Diff |
| ---- | ----------------------- | --- | - | - | - | - | -- | -- | ---- |
| 1    | BSC Young Boys          | 3   | 2 | 1 | 1 | 0 | 4  | 0  | +4   |
| 2    | Servette FC             | 2   | 2 | 1 | 0 | 1 | 2  | 5  | -3   |
| 3    | Grasshopper-Club Zurich | 1   | 2 | 0 | 1 | 1 | 1  | 2  | -1   |

|  | Champion de Suisse |

## Bilan de la saison
| Tableau d'Honneur                 |                |
| Compétition                       | Vainqueur      |
| Championnat de Suisse de football | BSC Young Boys |

| Promotions et relégations |       |
| Promus                    | Aucun |
| Relégués                  | Aucun |